# エミール・ボーンケ
エミール・ボーンケ（Emil Bohnke, 1888年10月11日 ウッジ近郊ズドゥィンスカ・ヴォラ – †1928年5月11日 パーゼヴァルク）はドイツのヴィオラ奏者・作曲家・指揮者。

## 略歴
父フェルディナントは織物工場の経営主であった。
ヴィオラ奏者としてとりわけアドルフ・ブッシュ四重奏団と共演。作曲家としても個人としても、ハインツ・ティーセンのサークルやエドゥアルト・エルトマンのサークルの一員となった。1926年、ベルリン交響楽団の指揮者に就任する。ベルリンにおける演奏活動では、しばしば上記の同僚と共演した。
1919年にヴァイオリニストのリリ（旧姓フォン・メンデルスゾーン）と結婚し、一粒種の息子ローベルト＝アレクサンダーを儲ける。息子は長じてピアニストになった（1927年 - 2004年）。
1928年に夫人と共に、わが子のために保養地の宿舎を探しに出ていて、パーゼヴァルクで自動車事故に遭って命を落とした。

## 様式
ボーンケは死後間もなく、ナチスが権力を掌握したこともとりわけ原因して、忘れ去られた。ボーンケは、夫人リリがユダヤ系であり、本人は、政治的に好ましからざる人物と交流があった（たとえば友人のティーセンは社会主義者として有名だった）ので、1933年以降はその作品が上演禁止となったのである。
ボーンケはまだ39歳の時に没したため、作品数はさして多くない。ボーンケ自身が抜きん出た室内楽奏者であったため、専門家として自作を率先して演奏していた。一方で、ボーンケのペンからピアノ曲や管弦楽曲、リートも産み落とされた。最も重要な作品に、死後まもなく初演された《交響曲》作品16がある。
ボーンケは、後期ロマン派音楽、とりわけマックス・レーガーの遺産を体得した作曲家であったが、にもかかわらず、後にはより表現主義的な要素を創作に取り入れた。緻密な主題労作や思い切った和声法が際立っており、（当時の既存の）調性の限界をしばしば突き破ろうとしている。
ボーンケの作品は、20世紀音楽の疑いなく興味深い記録の一つであり、復活が試みられているにもかかわらず、また作品に取りたてて瑕疵が見当たらないにもかかわらず、演奏会場に見事な復活を果たせぬままである。

## 主要作品一覧
- 弦楽四重奏曲 ハ短調  Streichquartett c-moll  作品1
- 交響的序曲  Sinfonische Ouvertüre  作品2
- ヴァイオリン・ソナタ  Sonate für Violine und Klavier  作品3
- ピアノ曲集  Klavierstücke  作品4
- ピアノ三重奏曲 変ロ短調  Klaviertrio b-moll  作品5
- ピアノ曲集  Klavierstücke  作品6
- チェロ・ソナタ ヘ短調  Sonate für Violoncello und Klavier f-Moll  作品7
- ピアノ曲集  Klavierstücke  作品8
- 大管弦楽のための主題と変奏  Thema und Variationen für großes Orchester  作品9
- ピアノ・ソナタ  Klaviersonate  作品10
- ヴァイオリン協奏曲  Violinkonzert  作品11
- ピアノのための6つのスケッチ  6 Skizzen für Klavier  作品12
- 無伴奏ヴァイオリン・ソナタ  Sonate für Violine solo  作品13-1
- 無伴奏ヴィオラ・ソナタ  Sonate für Viola solo  作品13-2
- 無伴奏チェロ・ソナタ  Sonate für Violoncello solo  作品13-3
- ピアノ協奏曲  Klavierkonzert  作品14
- 無伴奏ヴァイオリンのためのシャコンヌ  Ciacona für Violine solo  作品15-2
- 交響曲  Symphonie  作品16

## 注
1. ↑  現在のベルリン・コンツェルトハウス管弦楽団（1952年 - ）の前身。現在のベルリン交響楽団（1966年 - ）とは異なる。